# Kubai labdarúgó-válogatott
A kubai labdarúgó-válogatott - avagy becenevükön a karib-tenger oroszlánjai - Kuba nemzeti csapata, amelyet a kubai labdarúgó-szövetség (spanyolul: Asociación de Fútbol de Cuba) irányít. A CONCACAF-tag szigetország volt az első karibi ország, amely kijutott a labdarúgó-világbajnokságra.

## Története

### A kezdetek
A Kubai labdarúgó-válogatott a Kubai labdarúgó-szövetség felügyelete alatt áll. A Kubai Labdarúgó-szövetséget 1924-ben alapították. A kubai válogatott az első hivatalos mérkőzését hazai pályán játszotta Jamaica válogatottja ellen 1930. március 16-án. A mérkőzésen Kuba történelmének első futballgyőzelmét aratta, 3–1-es eredménnyel.
- A szigetország 1932-ben csatlakozott a Nemzetközi Labdarúgó-szövetség tagországainak sorába.
- Az 1930-as világbajnokságon nem indult.
- Az 1934-es labdarúgó-világbajnokság selejtezőjén, a második fordulóban Mexikótól szenvedett vereséget; így az 1934-es labdarúgó-világbajnokságon sem vehetett részt.

## Nemzetközi eredmények
NAFC-bajnokság
- Ezüstérmes: 1 alkalommal (1947)
- Bronzérmes: 1 alkalommal (1949)

Karibi kupa
- Ezüstérmes: 3 alkalommal (1996, 1999, 2005)
- Bronzérmes: 2 alkalommal (1995, 2007)

## Világbajnoki szereplés
- 1930: Nem indult.
- 1934: Nem jutott be.
- 1938: Negyeddöntő.
- 1950: Nem jutott be.
- 1954: Indulásukat nem engedélyezte a FIFA.
- 1958: Nem indult.
- 1962: Nem indult.
- 1966: Nem jutott be.
- 1970: Indulásukat nem engedélyezte a FIFA.
- 1974: Nem indult:
- 1978: Nem jutott be.
- 1982: Nem jutott be.
- 1986: Nem indult.
- 1990: Nem jutott be.
- 1994: Visszalépett.
- 1998: Nem jutott be.
- 2002: Nem jutott be.
- 2006: Nem jutott be.
- 2010: Nem jutott be.
- 2014: Nem jutott be.
- 2018: Nem jutott be.

## CONCACAF-aranykupa-szereplés
- 1991: Visszalépett.
- 1993: Nem indult.
- 1996: Nem jutott be.
- 1998: Csoportkör.
- 2000: Nem jutott be.
- 2002: Csoportkör.
- 2003: Negyeddöntő.
- 2005: Csoportkör.
- 2007: Csoportkör.
- 2009: Visszalépett.
- 2011: Csoportkör.